# Skantzen

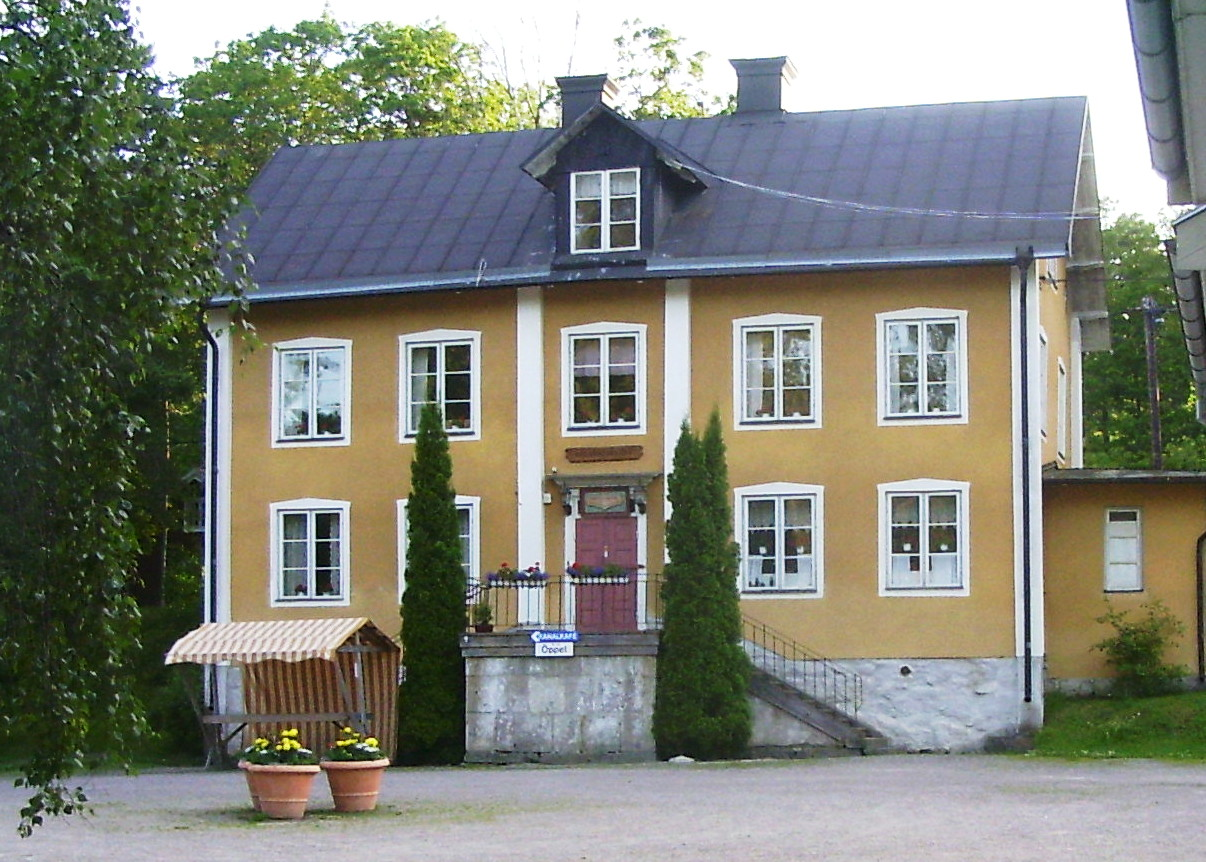
Mekanikusbostaden vid kanalen i Skantzen.

Skantzen eller Skansen är en stadsdel i Hallstahammar i Hallstahammars kommun, Västmanlands län. Vid Skantzen låg en gång Strömsholms kanals administrativa centrum med säte för kanalens tekniska chef. Skantzen med slussar, bostäder, verkstäder, park och kanalmuseum är en del av Ekomuseum Bergslagen.

## Historik
Vid Skantzen stiger Strömsholms kanal kraftigt med hjälp av en stor dubbelsluss, kallad Konung Gustav IV Adolf. Här låg tidigare kanalens administrativa centrum och här hade kanalens tekniske chef (mekanikus) sitt säte. Han hade ett trettiotal anställda under sig, varav hälften var slussvaktare. Vid Skanzen, Virsbo och Fagersta togs slussavgift. Samtliga varor som passerade genom kanalen var tullpliktiga. 
I norr finns Skantzsjön, som är konstgjord och fungerade som ett vattenmagasin för kanalen. På en kulle ovan sjön ligger kanalens gamla arkivbyggnad, idag inredd till ett kapell. Mekanikusbostaden uppfördes omkring 1790. Till den hörde ett stort jordbruk, arbetarbostäder, stall och verkstäder. I det gamla kanalkontoret och i en bredvidliggande byggnad visas kanalens utveckling från byggandet på 1700-talet till idag. Här finns ett museum med bland annat en modell av dubbelslussen.

## Bilder

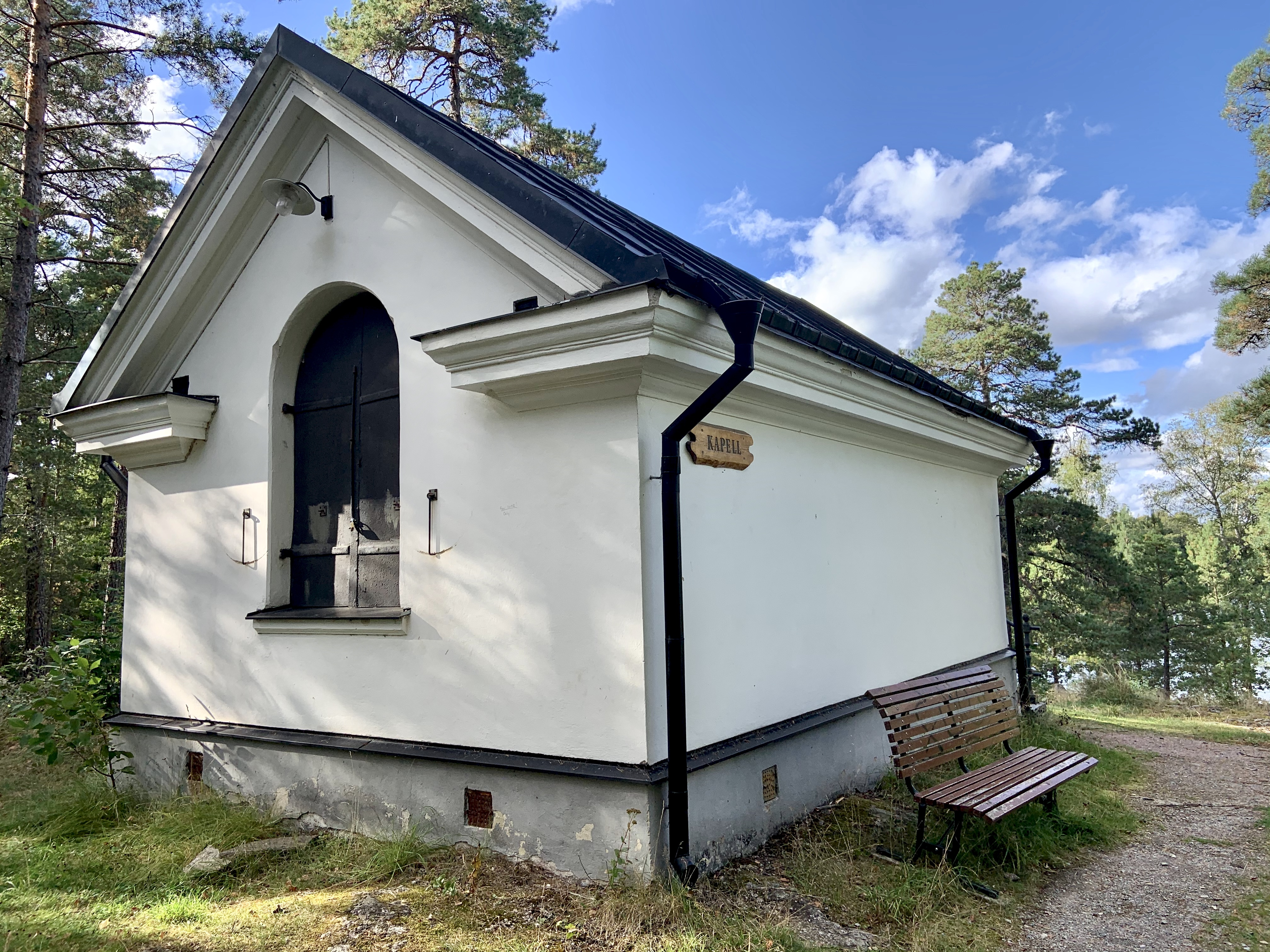
Kapellet
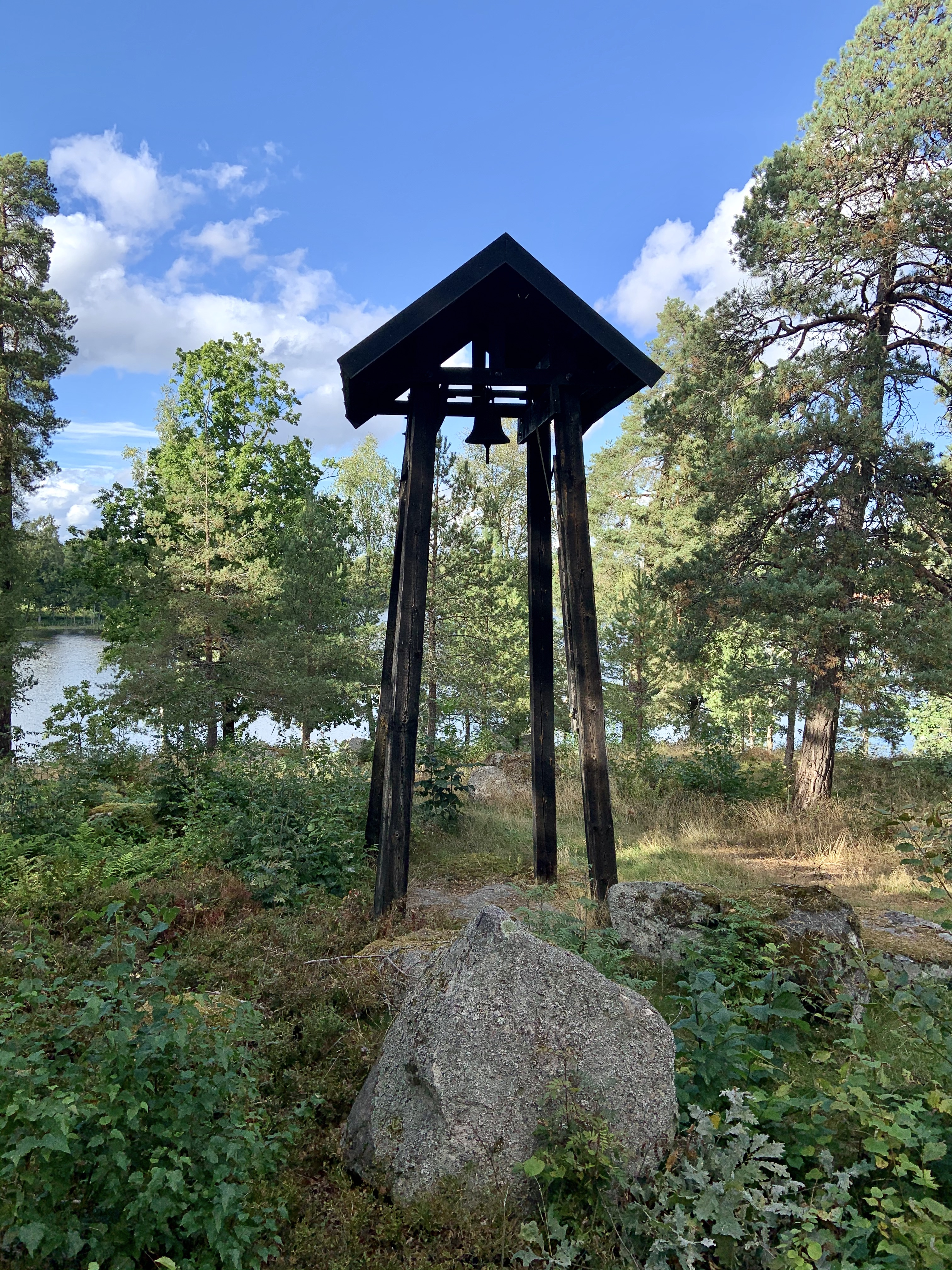
Klocktornet vid kapellet
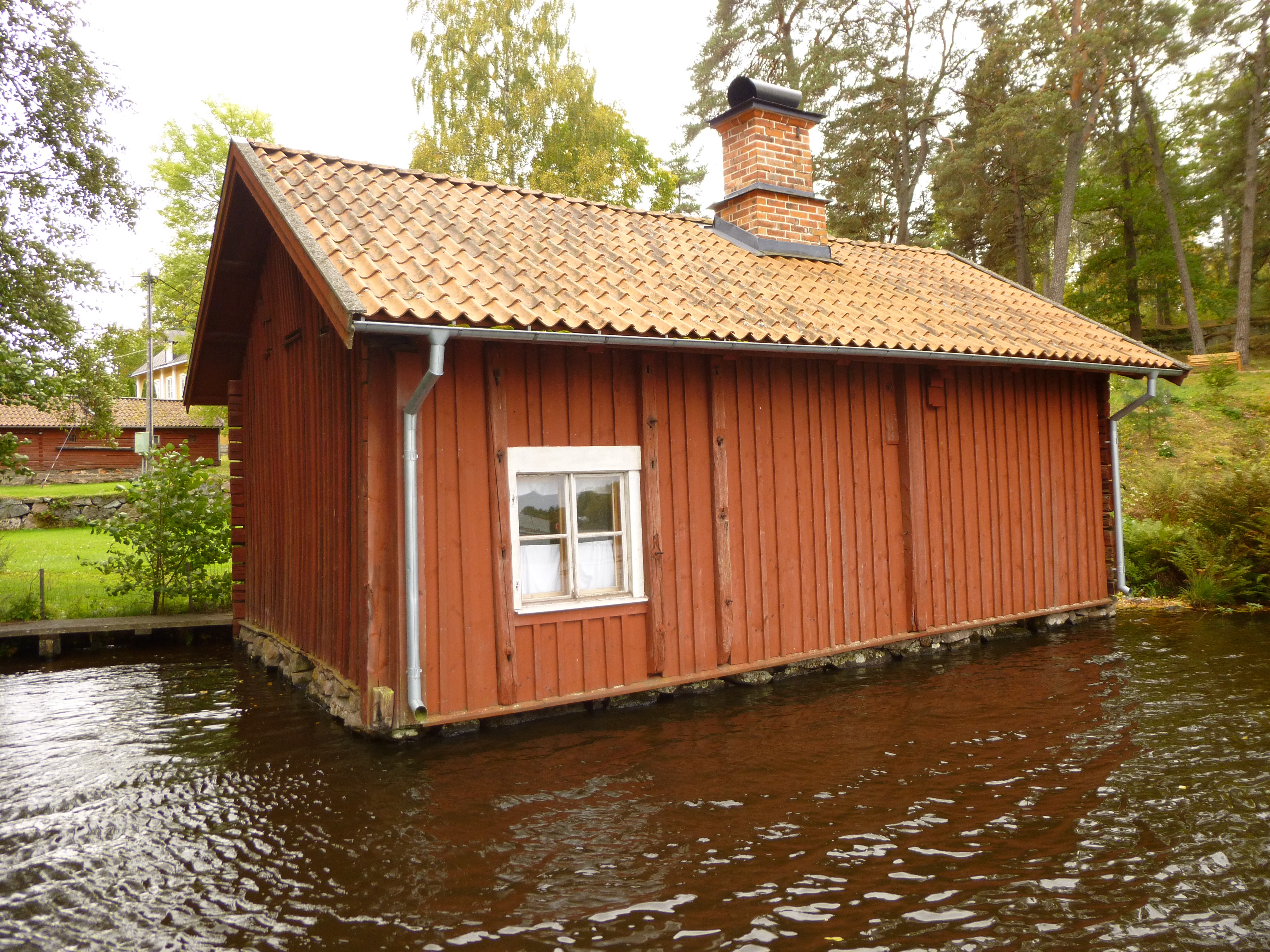
Bagarstugan och brygghuset
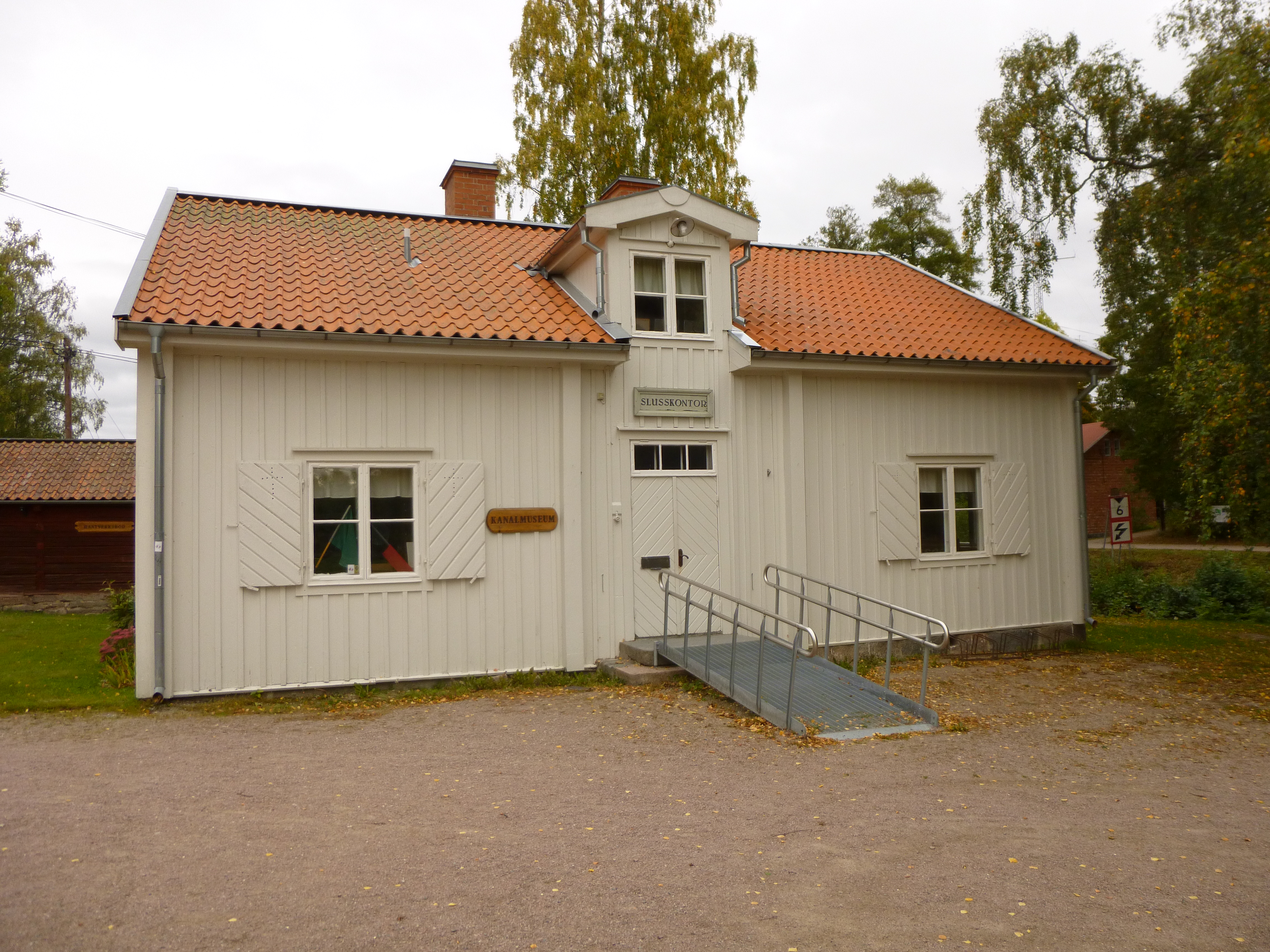
Slusskontoret, numera Kanalmuseum
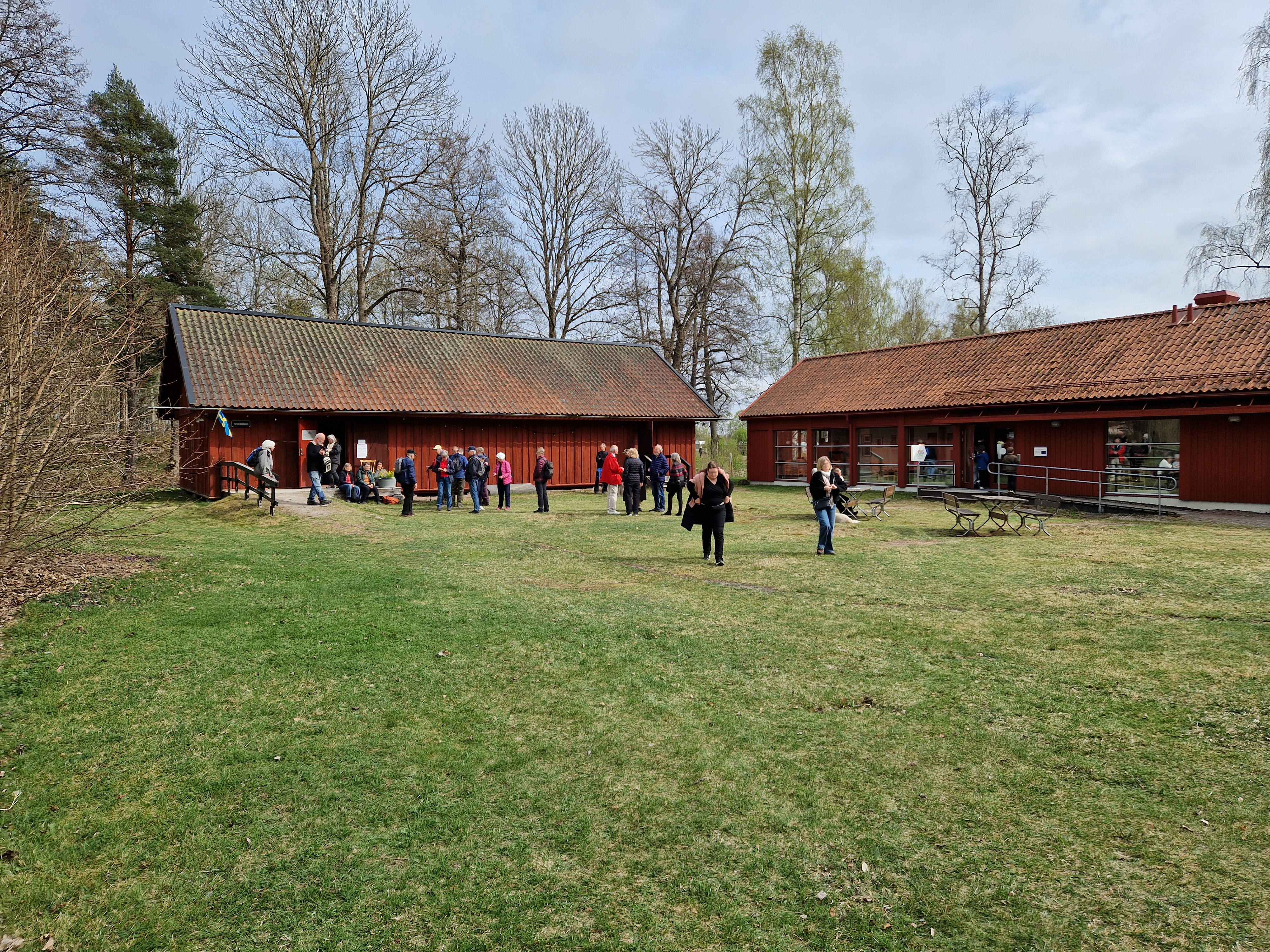
Kanalmuseet och sommarcafé
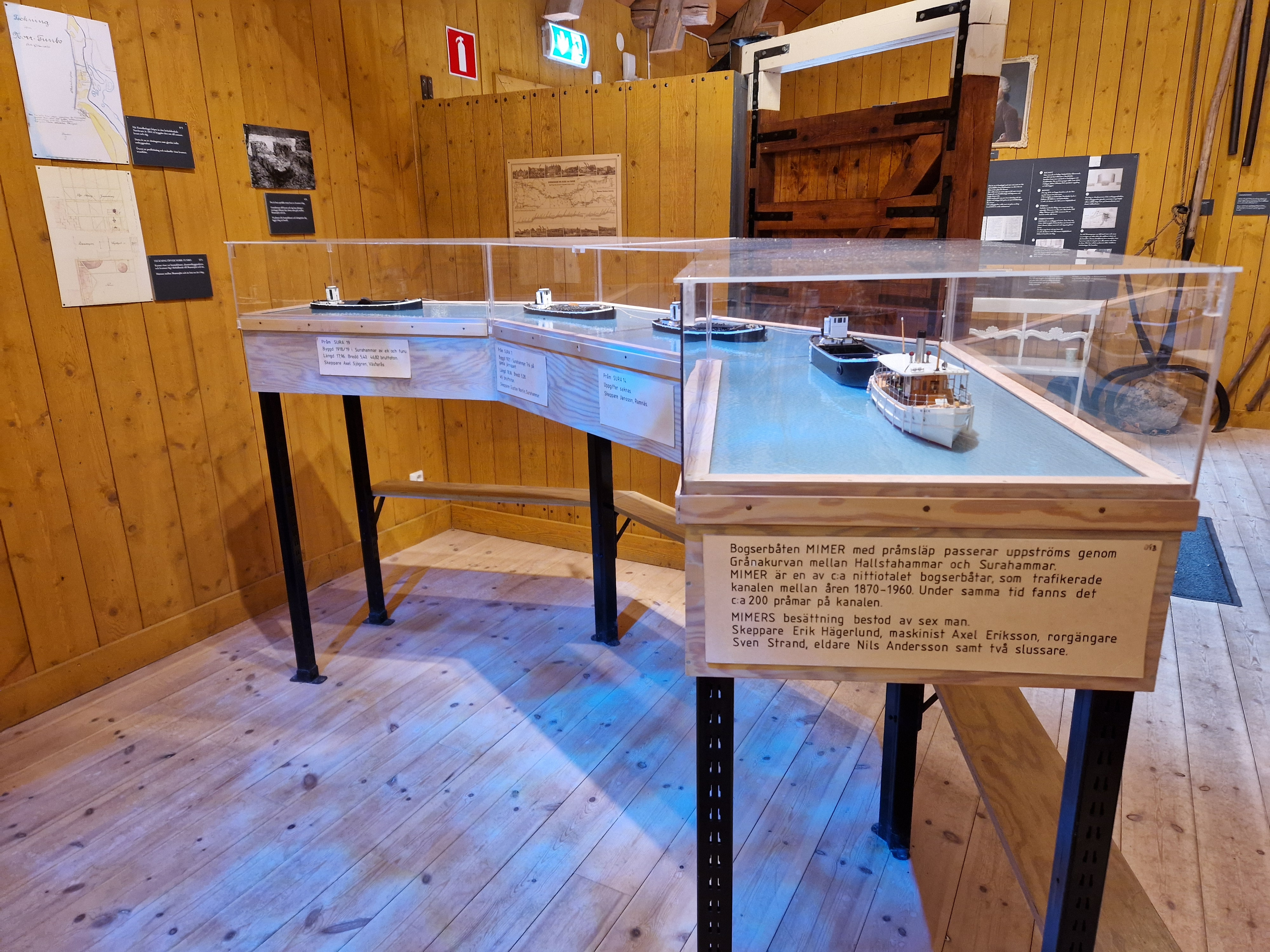
Kanalmuseet interiör
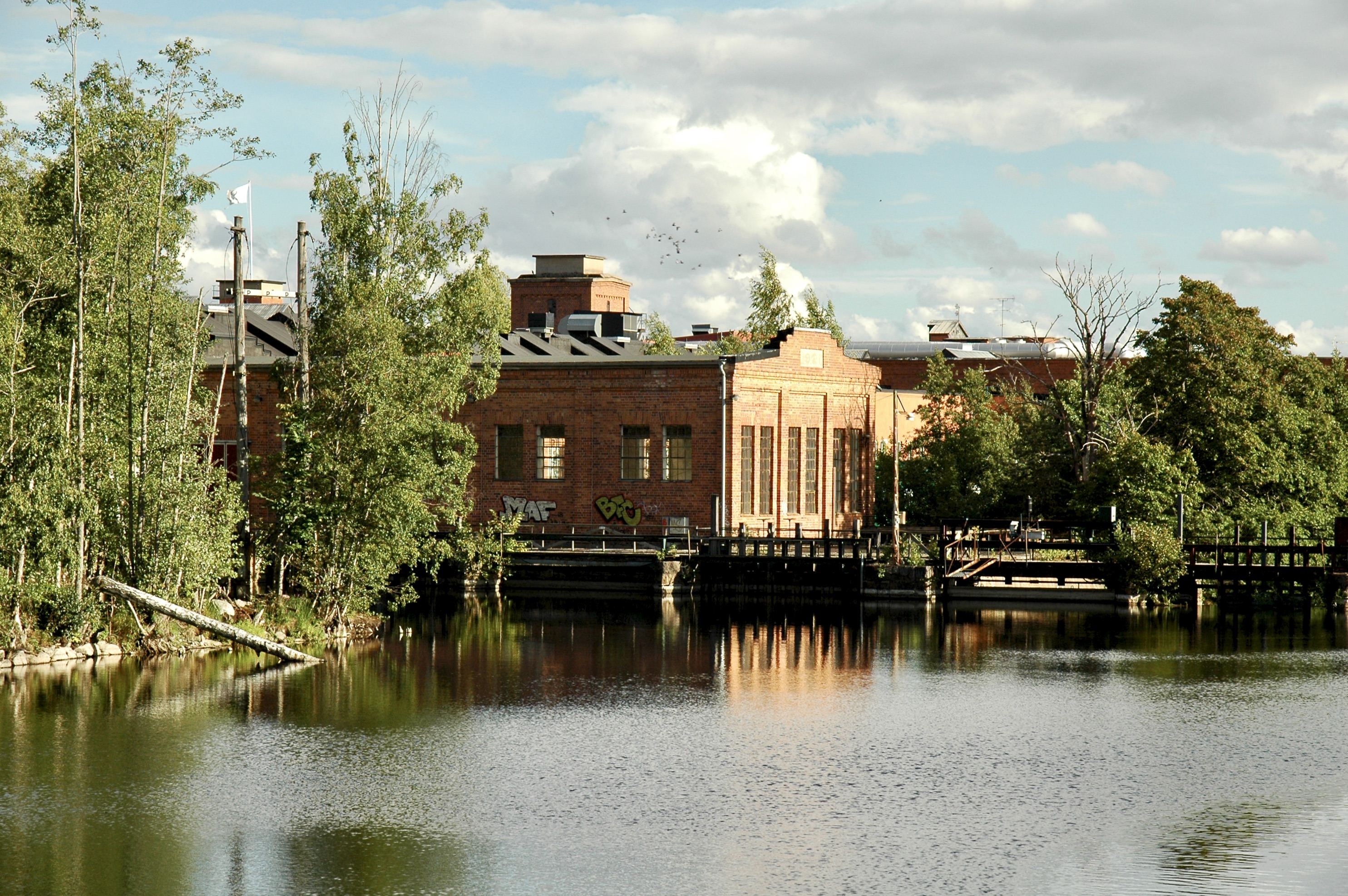
Industrianläggning vid slussarna
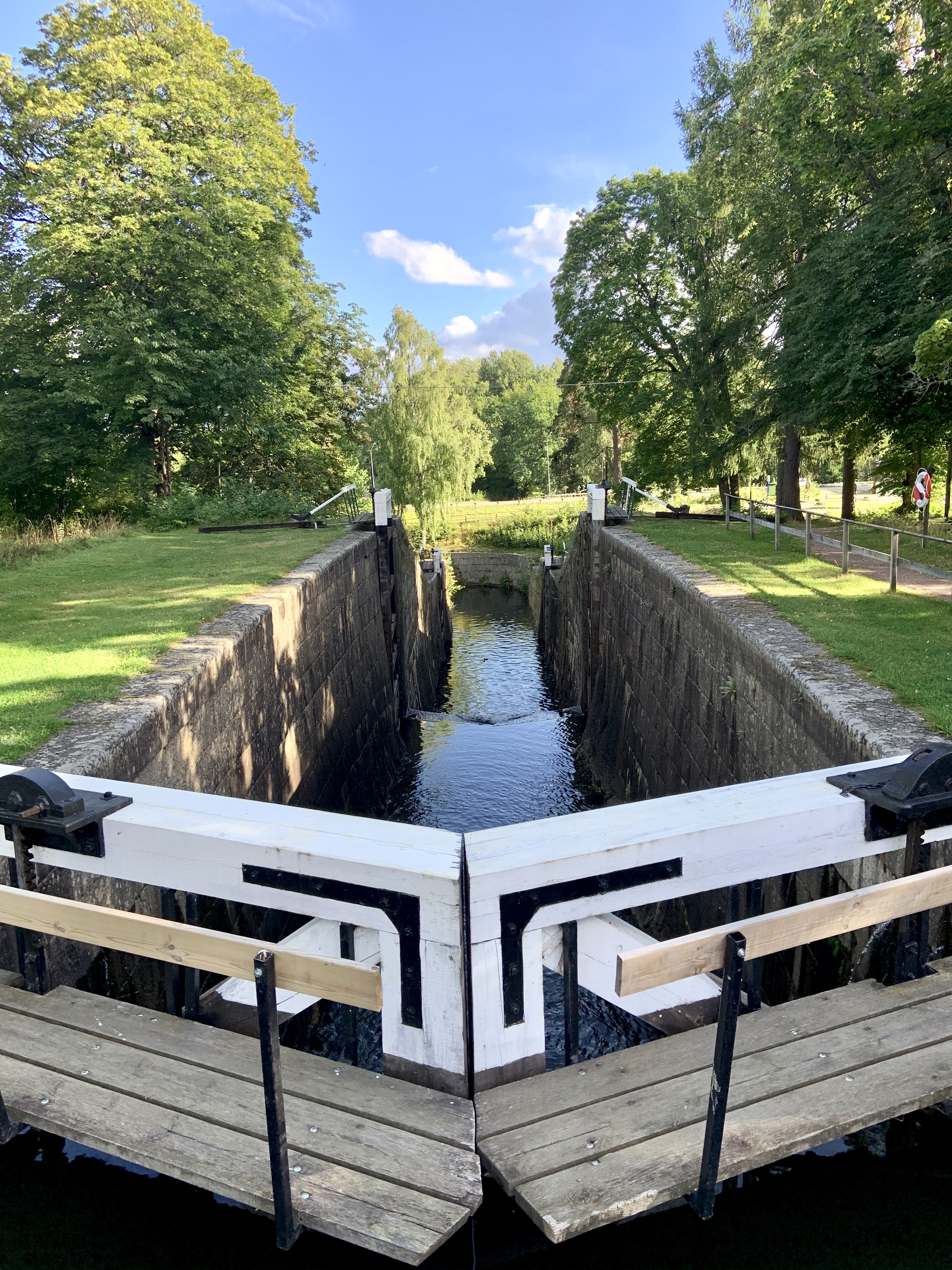
Konung Gustav IV Adolfs sluss
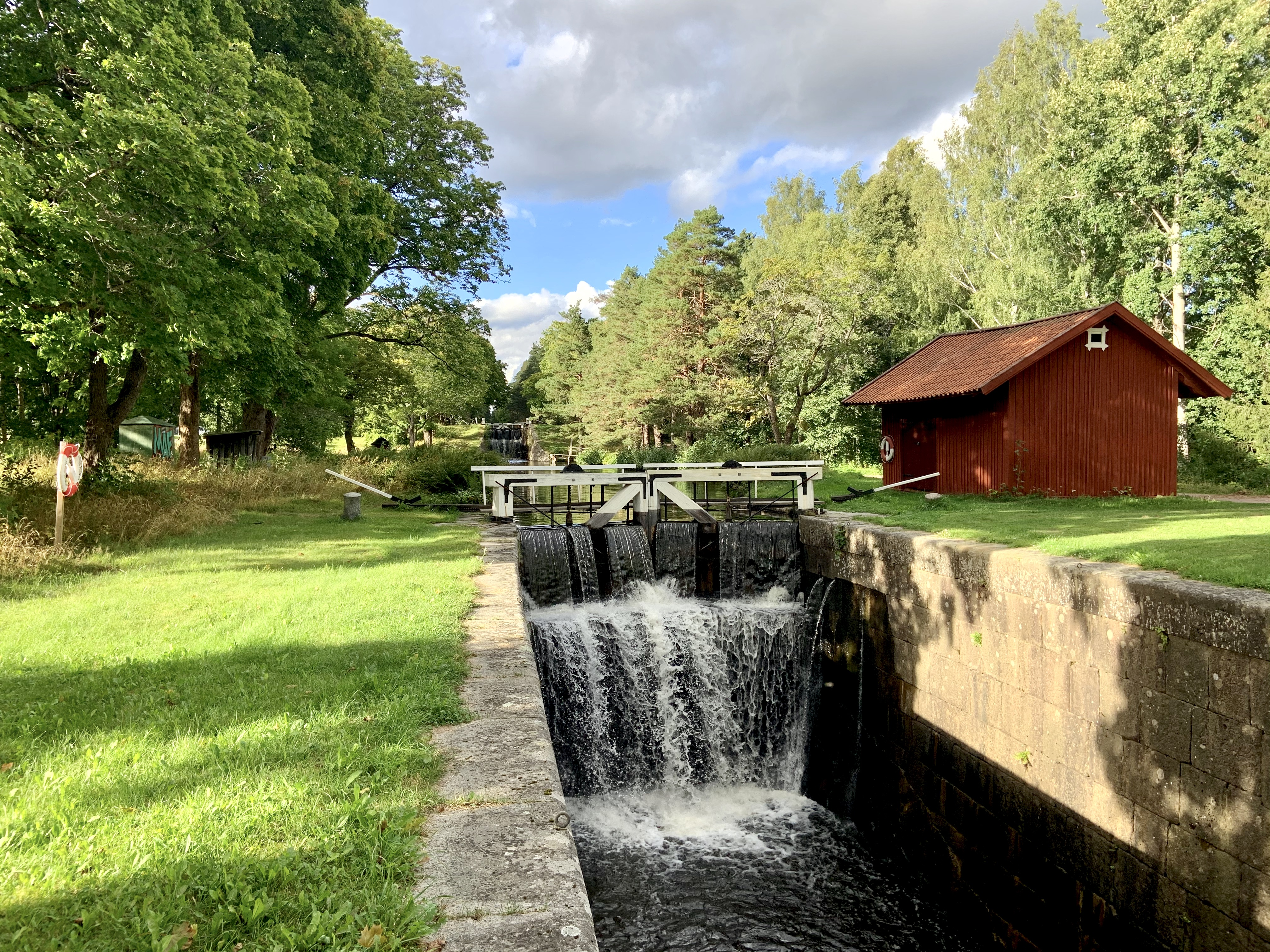
Lovisa Charlotta av Mecklenburg-Schwerins sluss
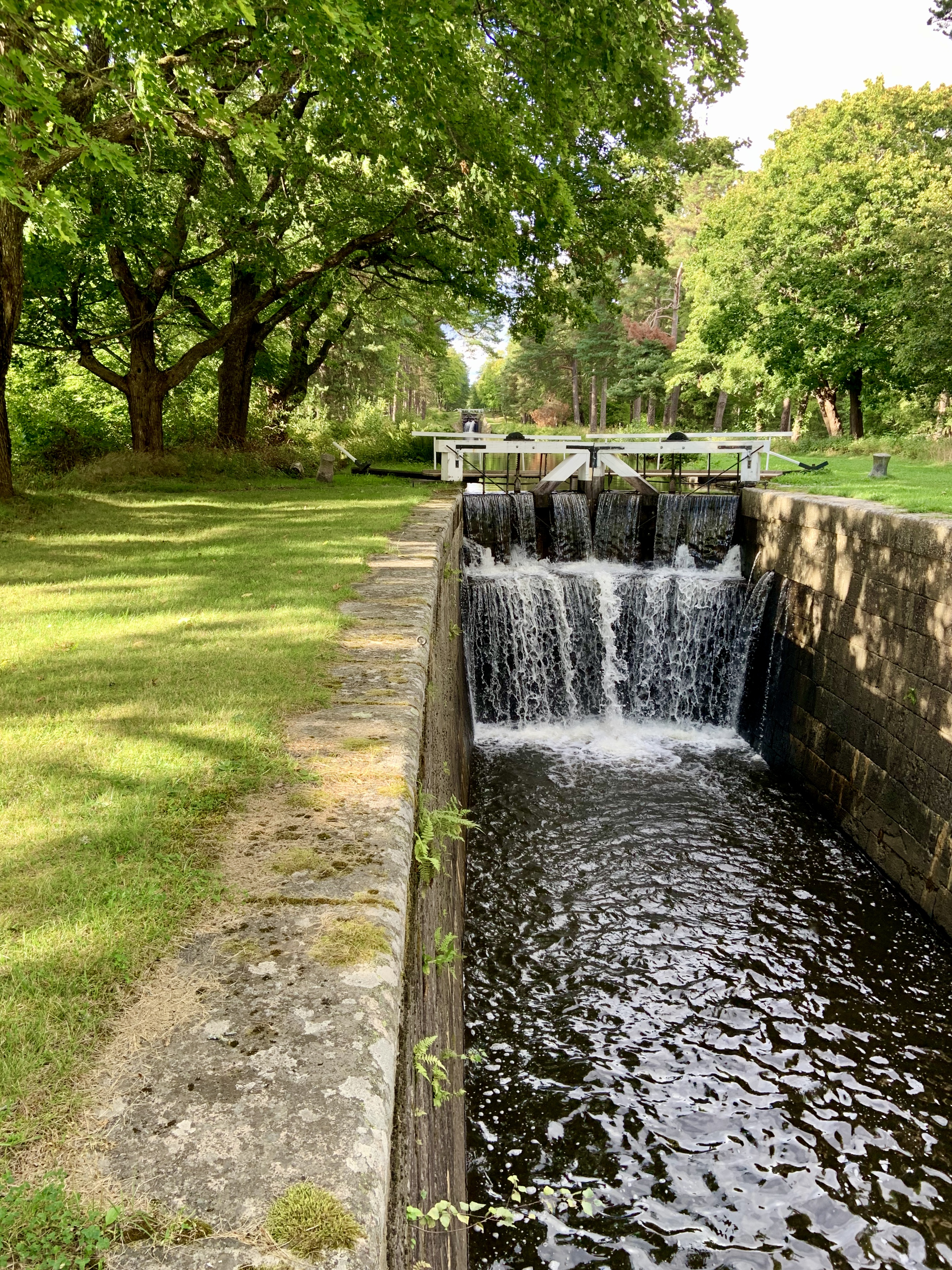
Prinsessan Sofia Albertinas sluss
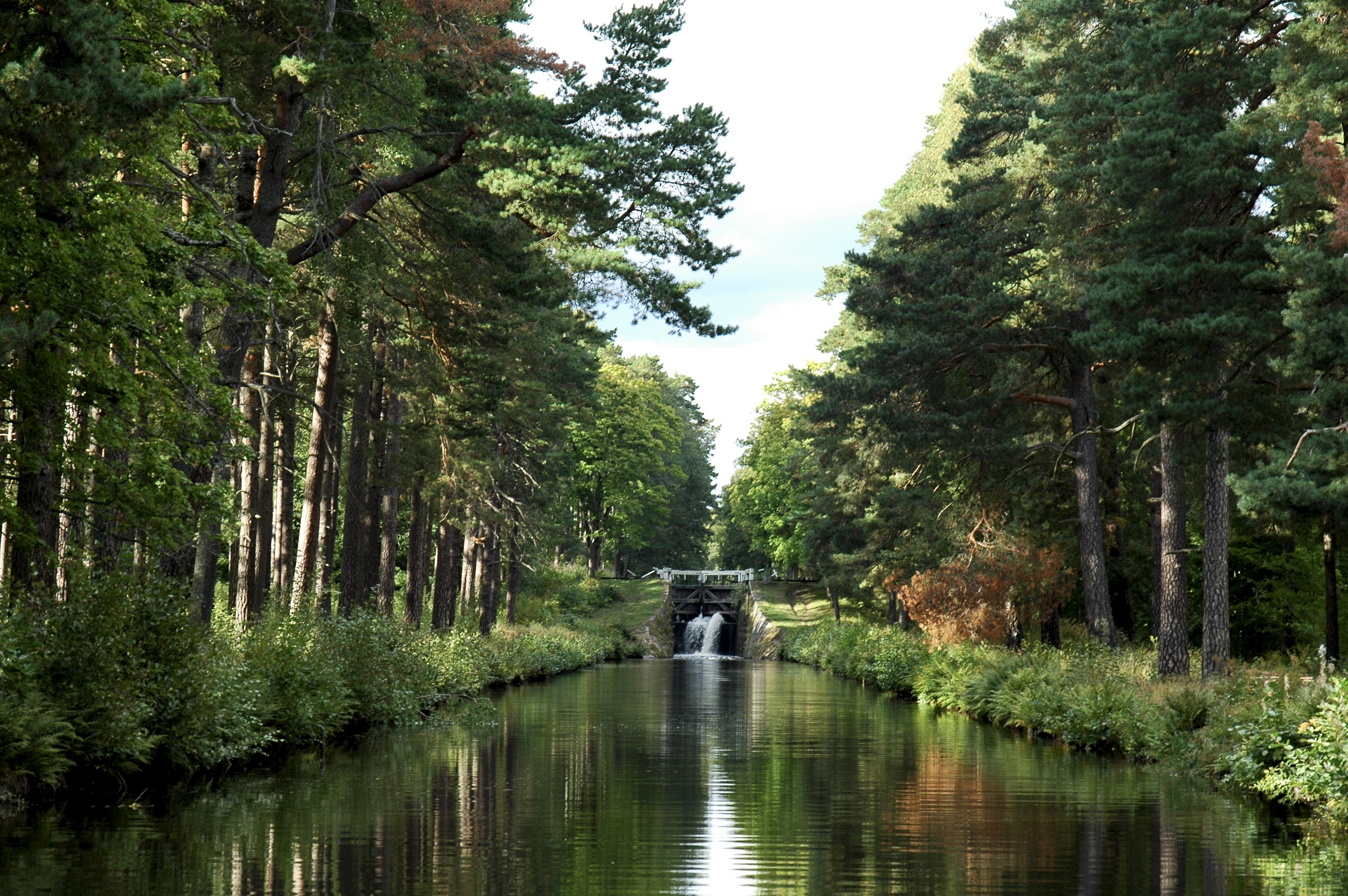
Strömsholms kanal med Hertiginnan av Södermanlands sluss